# Eduard Kotián
Eduard Kotián (* 1. září 1960) je bývalý slovenský fotbalista.

## Fotbalová kariéra
V československé lize hrál za Jednotu Trenčín. Nastoupil v 1 ligovém utkání, gól v lize nedal. Reprezentoval Československo v kategorii dorostu.

## Ligová bilance
| Ročník                                   | Zápasy | Góly | Minuty | Klub            |
| ---------------------------------------- | ------ | ---- | ------ | --------------- |
| 1. československá fotbalová liga 1978/79 | 1      | 0    | 45     | Jednota Trenčín |
| CELKEM 1. liga                           | 1      | 0    | 45     |                 |